# Copa COSAFA 2023
La Copa COSAFA 2023 fue la 22.ª edición de la Copa COSAFA, una competición internacional de fútbol en que participan equipos nacionales de países miembros del Consejo de Asociaciones de Fútbol de África del Sur (COSAFA).
Se llevó a cabo en Sudáfrica por sexto año consecutivo, esta vez en Durban, del 5 al 16 de julio de 2023. Zambia son los campeones defensores.

## Participantes
| - Angola - Zambia - Comoras - Botsuana - Seychelles - Lesoto | - Mozambique - Sudáfrica - Namibia - Malaui - Mauricio - Suazilandia |

## Sistema de competición
Por primera vez, todos los participantes ingresaron a la fase de grupos para tres grupos de cuatro naciones cada uno. Los ganadores de cada grupo y el mejor segundo avanzaron a los semifinales. El nuevo formato garantizó entre tres y cinco partidos para cada equipo. En esta edición del torneo no se realizaron partidos de colocación.

## Sedes
| Umlazi KwaMashu Durban |                         |                         |                    |                       |
| Umlazi KwaMashu Durban | Umlazi                  | KwaMashu                | Durban             | Durban                |
| ---------------------- | ----------------------- | ----------------------- | ------------------ | --------------------- |
| Umlazi KwaMashu Durban | Estadio King Zwelithini | Estadio Princess Magogo | Chatsworth Stadium | Estadio Moses Mabhida |
| Umlazi KwaMashu Durban | Capacidad: 10,000       | Capacidad: 12,000       | Capacidad: 22,000  | Capacidad: 85,000     |
| Umlazi KwaMashu Durban |                         |                         |                    |                       |

## Fase de grupos

### Grupo A

#### Clasificación
| Pos. | Equipo      | Pts. | PJ | G | E | P | GF | GC | Dif. | Clasificación                  |
| ---- | ----------- | ---- | -- | - | - | - | -- | -- | ---- | ------------------------------ |
| 1    | Sudáfrica   | 7    | 3  | 2 | 1 | 0 | 5  | 3  | +2   | Clasificado a las semifinales. |
| 2    | Botsuana    | 4    | 3  | 1 | 1 | 1 | 2  | 2  | 0    |                                |
| 3    | Suazilandia | 3    | 3  | 1 | 0 | 2 | 3  | 4  | −1   |                                |
| 4    | Namibia     | 2    | 3  | 0 | 2 | 1 | 2  | 3  | −1   |                                |

Actualizado a los partidos jugados el 11 de julio de 2023.
 Fuente: Soccerway

#### Fixture
| Fecha                      | Lugar  |             |                        | Resultado |                        |             |
| -------------------------- | ------ | ----------- | ---------------------- | --------- | ---------------------- | ----------- |
| 5 de julio de 2023, 15:00  | Durban | Suazilandia | Bandera de Suazilandia | 0:1       | Bandera de Botsuana    | Botsuana    |
| 5 de julio de 2023, 18:00  | Durban | Sudáfrica   | Bandera de Sudáfrica   | 1:1       | Bandera de Namibia     | Namibia     |
| 8 de julio de 2023, 15:00  | Durban | Sudáfrica   | Bandera de Sudáfrica   | 2:1       | Bandera de Botsuana    | Botsuana    |
| 8 de julio de 2023, 18:00  | Durban | Namibia     | Bandera de Namibia     | 1:2       | Bandera de Suazilandia | Suazilandia |
| 11 de julio de 2023, 18:00 | Durban | Namibia     | Bandera de Namibia     | 0:0       | Bandera de Botsuana    | Botsuana    |
| 11 de julio de 2023, 18:00 | Durban | Sudáfrica   | Bandera de Sudáfrica   | 2:1       | Bandera de Suazilandia | Suazilandia |

### Grupo B

#### Clasificación
| Pos. | Equipo     | Pts. | PJ | G | E | P | GF | GC | Dif. | Clasificación                  |
| ---- | ---------- | ---- | -- | - | - | - | -- | -- | ---- | ------------------------------ |
| 1    | Malaui     | 9    | 3  | 3 | 0 | 0 | 5  | 0  | +5   | Clasificado a las semifinales. |
| 2    | Zambia     | 6    | 3  | 2 | 0 | 1 | 6  | 4  | +2   | Clasificado a las semifinales. |
| 3    | Comoras    | 3    | 3  | 1 | 0 | 2 | 4  | 4  | 0    |                                |
| 4    | Seychelles | 0    | 3  | 0 | 0 | 3 | 2  | 9  | −7   |                                |

Actualizado a los partidos jugados el 11 de julio de 2023.
 Fuente: Soccerway

#### Fixture
| Fecha                      | Lugar  |            |                       | Resultado |                       |            |
| -------------------------- | ------ | ---------- | --------------------- | --------- | --------------------- | ---------- |
| 6 de julio de 2023, 15:00  | Durban | Seychelles | Bandera de Seychelles | 0:3       | Bandera de Comoras    | Comoras    |
| 6 de julio de 2023, 18:00  | Durban | Zambia     | Bandera de Zambia     | 0:1       | Bandera de Malaui     | Malaui     |
| 9 de julio de 2023, 15:00  | Durban | Zambia     | Bandera de Zambia     | 2:1       | Bandera de Comoras    | Comoras    |
| 9 de julio de 2023, 18:00  | Durban | Malaui     | Bandera de Malaui     | 2:0       | Bandera de Seychelles | Seychelles |
| 11 de julio de 2023, 15:00 | Durban | Malaui     | Bandera de Malaui     | 2:0       | Bandera de Comoras    | Comoras    |
| 11 de julio de 2023, 15:00 | Durban | Seychelles | Bandera de Seychelles | 2:4       | Bandera de Zambia     | Zambia     |

### Grupo C

#### Clasificación
| Pos. | Equipo     | Pts. | PJ | G | E | P | GF | GC | Dif. | Clasificación                  |
| ---- | ---------- | ---- | -- | - | - | - | -- | -- | ---- | ------------------------------ |
| 1    | Lesoto     | 6    | 3  | 2 | 0 | 1 | 5  | 4  | +1   | Clasificado a las semifinales. |
| 2    | Angola     | 4    | 3  | 1 | 1 | 1 | 5  | 4  | +1   |                                |
| 3    | Mozambique | 4    | 3  | 1 | 1 | 1 | 2  | 2  | 0    |                                |
| 4    | Mauricio   | 3    | 3  | 1 | 0 | 2 | 1  | 3  | −2   |                                |

Actualizado a los partidos jugados el 12 de julio de 2023.
 Fuente: Soccerway

#### Fixture
| Fecha                      | Lugar  |            |                       | Resultado |                       |            |
| -------------------------- | ------ | ---------- | --------------------- | --------- | --------------------- | ---------- |
| 7 de julio de 2023, 15:00  | Durban | Mauricio   | Bandera de Mauricio   | 0:2       | Bandera de Lesoto     | Lesoto     |
| 7 de julio de 2023, 18:00  | Durban | Mozambique | Bandera de Mozambique | 1:1       | Bandera de Angola     | Angola     |
| 10 de julio de 2023, 15:00 | Durban | Angola     | Bandera de Angola     | 0:1       | Bandera de Mauricio   | Mauricio   |
| 10 de julio de 2023, 18:00 | Durban | Mozambique | Bandera de Mozambique | 0:1       | Bandera de Lesoto     | Lesoto     |
| 12 de julio de 2023, 15:00 | Durban | Angola     | Bandera de Angola     | 4:2       | Bandera de Lesoto     | Lesoto     |
| 12 de julio de 2023, 15:00 | Durban | Mauricio   | Bandera de Mauricio   | 0:1       | Bandera de Mozambique | Mozambique |

## Fase final

### Semifinales
| Fecha                      | Lugar  |           |                      | Resultado      |                   |        |
| -------------------------- | ------ | --------- | -------------------- | -------------- | ----------------- | ------ |
| 14 de julio de 2023, 15:00 | Durban | Malaui    | Bandera de Malaui    | 1:1 (pen. 0:3) | Bandera de Lesoto | Lesoto |
| 14 de julio de 2023, 18:00 | Durban | Sudáfrica | Bandera de Sudáfrica | 1:2            | Bandera de Zambia | Zambia |

### Tercer lugar
| Fecha                      | Lugar  |        |                   | Resultado      |                      |           |
| -------------------------- | ------ | ------ | ----------------- | -------------- | -------------------- | --------- |
| 16 de julio de 2023, 15:00 | Durban | Malaui | Bandera de Malaui | 0:0 (pen. 3:5) | Bandera de Sudáfrica | Sudáfrica |

### Final
| Fecha                      | Lugar  |        |                   | Resultado |                   |        |
| -------------------------- | ------ | ------ | ----------------- | --------- | ----------------- | ------ |
| 16 de julio de 2023, 18:00 | Durban | Lesoto | Bandera de Lesoto | 0:1       | Bandera de Zambia | Zambia |

## Goleadores
- Actualizado el 16 de julio de 2023.

3 goles
| - Tshegofatso Mabasa | - Albert Kangwanda |  |

2 goles
| - Affane Djambae - Bongwa Matsebula | - Neo Mokhachane - Chawanangwa Kaonga | - Golden Mashata - Fredrick Mulambia |

1 gol
| - Moisés Amor - Mankoka Afonso - Cesar Cangue - Emanuel Goncalves - Osvaldo Moseka - Lebogang Ditsele - Thatayaone Kgamanyane - Raidou Bacar - Ibroihim Djoudja - Sifiso Matse | - Tumelo Makha - Rethabile Mokokoane - Motebang Sera - Marie Matthieu Aurélien François - Christopher Jacama Kumwembe - Patrick Mwaungulu - Lanjesi Nkhoma - Dayo António - Ali Abudo - Elmo Kambindu | - Absalom Iimbondi - Brandon Labrosse - Warren Mellie - Rowan Human - Shaune Mogaila - Iqraam Rayners - Killian Kanguluma - Moyela Libamba |

1 autogol
| - Aaron Katebe (contra Malaui) |

## Clasificación final
| Equipo | Equipo      | Pts | PJ | PG | PE | PP | GF | GC | Dif |
| ------ | ----------- | --- | -- | -- | -- | -- | -- | -- | --- |
| 1      | Zambia      | 12  | 5  | 4  | 0  | 1  | 9  | 5  | +4  |
| 2      | Lesoto      | 7   | 5  | 2  | 1  | 2  | 6  | 6  | 0   |
| 3      | Sudáfrica   | 8   | 5  | 2  | 2  | 1  | 6  | 5  | +1  |
| 4      | Malaui      | 11  | 5  | 3  | 2  | 0  | 6  | 1  | +5  |
| 5      | Angola      | 4   | 3  | 1  | 1  | 1  | 5  | 4  | +1  |
| 6      | Botsuana    | 4   | 3  | 1  | 1  | 1  | 2  | 2  | 0   |
| 7      | Mozambique  | 4   | 3  | 1  | 1  | 1  | 2  | 2  | 0   |
| 8      | Comoras     | 3   | 3  | 1  | 0  | 2  | 4  | 4  | 0   |
| 9      | Suazilandia | 3   | 3  | 1  | 0  | 2  | 3  | 4  | -1  |
| 10     | Mauricio    | 3   | 3  | 1  | 0  | 2  | 1  | 3  | -2  |
| 11     | Namibia     | 2   | 3  | 0  | 2  | 1  | 2  | 3  | -1  |
| 12     | Seychelles  | 0   | 3  | 0  | 0  | 3  | 2  | 9  | -7  |